# Castanea (Grecia)

Mapa con algunas de las principales ciudades de la antigua Tesalia y zonas adyacentes. Castanea estaba situada en la costa.

Castanea (en griego, Καστανέα) es el nombre de una antigua ciudad griega de Tesalia.
Se encontraba en la costa, a unos 30 km al noroeste de Sepíade.
Heródoto cuenta que frente a su costa se estrellaron varias naves persas en la segunda guerra médica (480 a. C.), durante una tormenta que ocurrió casi simultáneamente a la batalla de las Termópilas. Otros barcos persas quedaron destruidos cerca de la ciudad de Melibea y otros en el cabo Sepíade.
Existe una teoría antigua según la cual el nombre castanea, que designa un género de plantas conocidas comúnmente como castaños, deriva de la ciudad de Castanea.